# Балијан Бушбаум
Балијан Бушбаум (право име Ивон Бушбаум; Улм, 14. јул 1980) бивши је немачки скакач мотком .

## Живот и каријера
Бушбаум се такмичио у женским скоковима са мотком пре своје родне транзиције, освајајући више пута титулу шампиона Немачке за младе. Године 1999. Бушбаум је постао немачки шампион у скоку с мотком, касније те године поставио је немачки рекорд у скоку с мотком са висином од 4,42 м, чиме је оборио свој претходни јуниорски светски рекорд од 4,37 м. Његов лични рекорд је 4,70 метара, постигнут у јуну 2003. у Улму. 21. новембра 2007. Бушбаум је најавио повлачење из спорта због трајних повреда и жеље да почне са променом пола. У јануару 2008, Бушбаум је објавио да му је ново име Балијан, које је узео по ковачу у филму Царство небеско, те да ће касније те године бити подвргнут операцији промене пола.
Бушбаум је радио до краја сезоне 2012–2013 као тренер скокова у вис у Мајнцу.